# Büchnerhaus

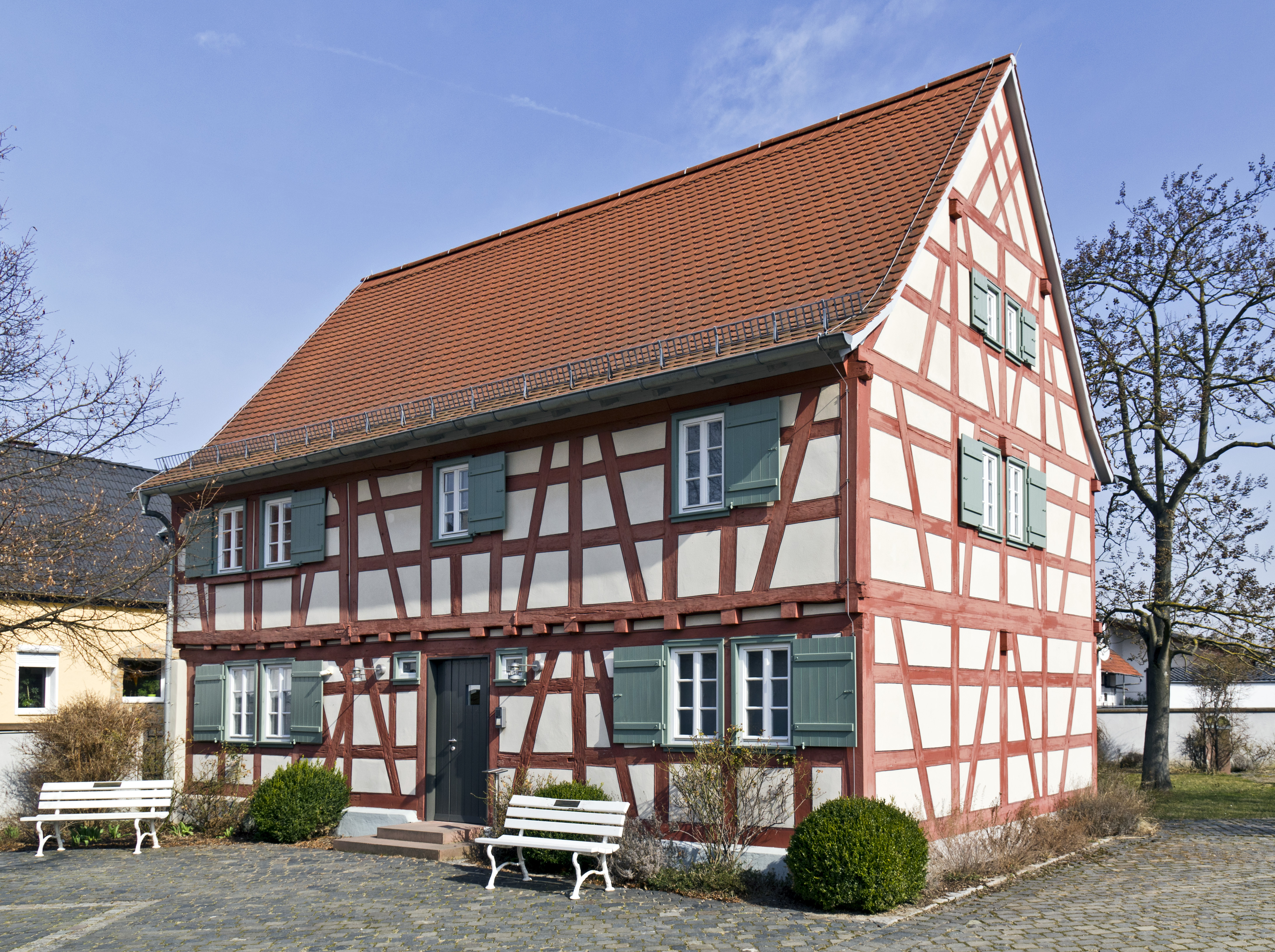
Georg Büchners Geburtshaus in Goddelau

Das Büchnerhaus in Riedstadt-Goddelau ist das Geburtshaus des Dramatikers Georg Büchner. Heute beherbergt es ein Kulturzentrum mit Literaturmuseum.
Büchner wurde hier am 17. Oktober 1813 in dem kleinen Zimmer im ersten Stock, das die junge Familie gemietet hatte, geboren. Sein Vater war damals Landarzt und damit auch zuständig für die physischen Erkrankungen der Insassen des Philippshospitals, eines der ersten psychiatrischen Krankenhäuser der Welt, damals als „Irrenhaus“ allerdings eher eine Verwahranstalt. Als Büchner drei Jahre alt wurde, zog die Familie nach Darmstadt.
Das 1665 erbaute Fachwerkhaus wurde lange Zeit vernachlässigt. Seit 1977 unter Denkmalschutz, wurde es 1995 dank eines Fördervereins saniert und ist seit 1998 öffentlich zugänglich. Die Dauerausstellung Von Goddelau zur Weltbühne zeichnet in symbolischen Rauminstallationen mit Hilfe von Gegenständen, Bildern und Zitaten Büchners Lebensweg nach. Ein weiterer Abschnitt mit Videocollagen ist Büchners Wirkungsgeschichte gewidmet.
Im Obergeschoss befindet sich die Büchnerbibliothek mit Leseraum und Archiv. Hier werden Ausgaben von Büchners Werken, Sekundärliteratur zu Leben und Zeit sowie die Schriften seiner Geschwister und Freunde gesammelt. Der angrenzende Garten im Hof des Büchnerhauses und die im ehemaligen Kuhstall eingerichtete Galerie am Büchnerhaus sind heute ein kultureller Treffpunkt, an dem regelmäßig Lesungen, Konzerte, Vorträge und Sonderausstellungen  stattfinden.
Der bisherige Träger "Förderverein Büchnerhaus e.V." hat sich am 3. Juli 2021 mit dem ebenfalls in der Büchnerstadt angesiedelten Verein "BüchnerBühne Riedstadt e.V." zum neuen Verein "BüchnerFindetStatt" e.V. zusammengeschlossen und verbindet damit literarisches Museum und Theater.